# Volt (čarodějnictví)

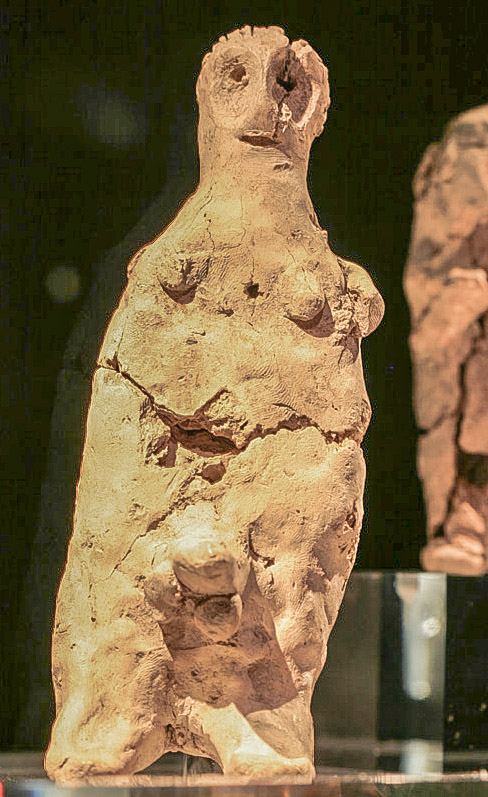
V Mohuči nalezené magické figurky z 1. – 3. století

Volt (z francouzštiny, původem z latinského invultuatio, čarování pomocí zobrazení očarovávané osoby) je v názvosloví magie předmět reprezentující jedince, kterého chce mág očarovat. Pomocí sympatetické magie se mágovo působení na volt má přenášet na očarovávanou osobu. Nejčastěji bývá voltem soška, často vosková, představující oběť útoku. Může jít také o předměty patřící zamýšlené oběti čarování, například její vlasy, hlen, rozžvýkaná sousta, ustříhané nehty či výkaly, a to buď samostatně, nebo jako součást uvedené sošky. Vyznavači magie proto radí k opatrnosti, pokud se týče zacházení s předměty, k nimiž má dotyčná osoba vztah, aby je nebylo možno zneužít jako volty.
Objekt voltu se pod různými názvy objevuje v čarodějnictví všech kultur.